# Miba (Messe)
Die miba (kurz für: Mittelbayerische Ausstellung) war eine alle zwei Jahre stattfindende Messe in Ingolstadt mit über 400 Ausstellern und 80.000 Besuchern. Es handelte sich sowohl um eine Verkaufs- als auch um eine Ausstellungsmesse. Neben Händlern und Unternehmen stellten sich beispielsweise auch die Partnerstädte der Stadt Ingolstadt vor.
Die erste Miba fand 1967 noch auf dem alten Volksfestplatz am Hallenbad statt.